# Alexander Rihm
Alexander „Alex“ Rihm (* 24. Januar 1904 in Singen (Hohentwiel); † 3. Juli 1944 in Leschtina, Protektorat Böhmen und Mähren) war ein deutscher Grafiker und Maler.

## Leben
Alexander Rihm wurde am 24. Januar 1904 in gutbürgerlichen Verhältnissen geboren. Sein Vater, Alexander Rihm sen., war evangelischer Pfarrer in Singen. Seine Mutter, Frieda Rihm, geborene Zimmermann, stammte aus Waldshut.
1923 erwarb Rihm an der Oberrealschule in Konstanz (das heutige Alexander-von-Humboldt-Gymnasium) das Abitur und begann das Studium der Malerei an der Landeskunstschule (heute: Staatliche Akademie der Bildenden Künste) in Karlsruhe, wo er Meisterschüler bei Ernst Würtenberger wurde. Nach 1925 setzte er sein Studium an den Vereinigten Staatsschulen für freie und angewandte Kunst in Berlin unter anderem bei Hans Meid, Emil Orlik und Max Slevogt bis 1927 fort. Nach seiner Rückkehr nach Singen begann er eine Malerlehre, die er mit der Gesellenprüfung abschloss, um sein handwerklich-technisches Können zu erweitern. Nachdem seine Familie 1935 von Singen nach Konstanz gezogen war, begann Alexander Rihm die Bodenseelandschaft zu malen.
Auf einer Reise in die Schweiz 1930 beeindruckten Rihm bei dem Besuch der Sammlung Oskar Reinhart «Am Römerholz» in Winterthur vor allem Werke von Gustave Courbet, van Gogh und Cézanne.
1938 gründete Alexander Rihm gemeinsam mit den Bodenseekünstlern Fritz und Elisabeth Mühlenweg, Sepp Biehler und Werner Rohland die „Neue Konstanzer Malergruppe 1938“, die sich 1940 wieder auflöste. Ihr Ziel war es, eine größere Öffentlichkeit anzusprechen, ihre Kunst bekannter zu machen und den organisatorischen und finanziellen Aufwand gemeinsam zu bewältigen.
1940 wurde Rihm zum Luftnachrichtentruppe nach Böhmen eingezogen, betätigte sich in seiner Freizeit aber weiterhin künstlerisch. Während seines Militärdienstes entstanden viele Landschaftsbilder.
Alexander Rihm starb am 3. Juli 1944 beim Baden in einem See nahe Lestina (südlich von Prag) an einem Herzschlag. Sein Leichnam wurde in Konstanz am Bodensee beigesetzt.
Rihm war ein anerkannter Künstler im Bodenseekreis. Einer seiner größten Bewunderer und Förderer war der damalige Leiter der Städtischen Wessenberg-Galerie Konstanz, Heinrich Schmidt-Pecht, der in ihm einen idealen Nachfolger sah.

## Werk
Themen seiner Bilder waren Stillleben, figurative Kompositionen und Landschaften. Rihm konzentrierte sich auf die sachliche Darstellung des Gegenständlichen; seine ausgewogenen Bildkompositionen bestechen durch klare Form, die Wirkung der glatt aufgetragenen Farbe und ein zurückgenommenes Kolorit. Auch seine Grafiken – Zeichnungen, Aquarelle, Holzschnitte und vor allem seine Scherenschnitte – zeichnen sich durch Sparsamkeit der Mittel aus. „Alexander Rihm beherrschte in seinem Oeuvre alle malerischen Techniken – wir finden bei ihm ausgeführte Bilder wie auch Studien in Öl-, Aquarell- und Pastelltechnik sowie zahlreiche Arbeiten in verschiedenen graphischen Techniken.“

## Ausstellungen
- Konstanzer Malergruppe 1938; Kunstverein Konstanz (Wessenberghaus) 2. bis 23. April 1939
- Konstanzer Malergruppe 1938; Kunstverein Mannheim 1. bis 29. September 1940
- Konstanzer Malergruppe 1938, Kunstverein Freiburg Oktober – November 1940
- H. Schmidt-Pecht und A. Rihm Ausstellung zum Gedächtnis, Kunstverein Konstanz (Wessenberghaus) Oktober 1950
- Alexander Rihm Gedächtnis-Ausstellung, Kunstverein Konstanz (Wessenberghaus) 13. September bis 11. Oktober 1964
- Alexander Rihm Gedächtnis-Ausstellung, Petrusgemeinde Konstanz ab 24. Juli 1976
- Künstlerischer Nachlass Alexander Rihm, Rathausgalerie Konstanz 1984
- Alexander Rihm (1904–1944), Gedächtnisausstellung, Städtische Wessenberg-Galerie Konstanz 14. Januar 2004 bis 11. April 2004